# 제인 트랜터
제인 트랜터(Jane Tranter, 1963년 3월 17일 ~ )는 2009년 1월부터 BBC 월드와이드의 로스앤젤레스 지국에서 프로그램 및 제작 경영 부사장을 맡고 있는 잉글랜드의 텔레비전 경영진이다.
그녀는 2006년부터 2008년까지 BBC의 창작국장이었는데, 직을 맡으면서 해외에서 수입해온 영화와 프로그램은 물론 사내 드라마와 코미디 프로그램 생산을 전 텔레비전 채널에 걸쳐 감독했다. 비평가들은 BBC가 한 사람에 지나치게 많은 창작력을 들인다고 우려했고, 트랜터의 미국 지부 이전에 따라 창작국장직은 폐지되었으며 관련 사무는 타 경영진 네 명에게 걸쳐 나뉘었다.